# Molossus
Molossus é um gênero de morcegos da família Molossidae.

## Espécies
- Molossus aztecus Saussure, 1860
- Molossus barnesi Thomas, 1905
- Molossus coibensis J. A. Allen, 1904
- Molossus currentium Thomas, 1901
- Molossus molossus (Pallas, 1766)
- Molossus pretiosus Miller, 1902
- Molossus rufus É. Geoffroy, 1805
- Molossus sinaloae J. A. Allen, 1906